# Кабрал, Жуан
Жуа́н Кабра́л (порт. João Cabral; 1599, Селорику-да-Бейра, Бейра-Алта, Португалия — 4 июля 1669, Гоа, Индия) — португальский миссионер-иезуит, побывавший в XVII веке в Бутане и Тибете.

## Биография
В 16-летнем возрасте был принят в орден иезуитов. В 1624 году отплыл в Индию. В 1626 году с иезуитом Эстеваном Каселлой отправился из Кочина в Бенгалию, где они провели шесть месяцев, готовясь к путешествию через Бутан, которое в итоге привело их в Тибет.
Путешественники искали христианское государство пресвитера Иоанна, якобы существовавшее где-то в Центральной Азии, и следы христианской церкви в Китае, возникшей там со времён миссионера-епископа Алобэня, первым принёсшего туда несторианство. Согласно надписи на Несторианской стеле, он прибыл из Персии в Китай в 635 году и был удостоен аудиенции у императора Тай-цзуна.
В Тибете иезуиты основали миссию в Шигадзе — городе-резиденции Панчен-ламы, где находится монастырь Ташилунпо. Каселла прибыл в Шигадзе в ноябре 1627 года, а Кабрал — в январе 1628 года.
Хотя иезуиты были хорошо приняты и питали большие надежды на успех миссии в Шигадзе, на самом деле они лишь напрасно потеряли там несколько лет. Плохое здоровье Каселлы привело к тому, что в 1630 году он скончался в Тибете.
Будучи в Бутане, Каселла и Кабрал повстречали основателя государства Шабдрунга Нгаванга Намгьяла и провели почти 8 месяцев в монастыре Чери.

## О мифической Шамбале
Иезуиты Эстеван Каселла и Жуан Кабрал были первыми, кто на исходе средневековья сообщил европейцам о мифической стране Шамбале.
В 1628 году, пытаясь пройти из Бутана в Катай (Cathay), то есть в Китай, о котором в то время имелись довольно скудные сведения, они узнали о существовании неведомой им страны Ксембала (Xembala). Бутанский правитель сообщил им, что это очень известная страна и что она граничит с другим государством под названием Согпо. Из такого ответа Каселла заключил, что Ксембала — это и есть Катай, поскольку сообщённые ему сведения — огромные размеры Ксембалы и её соседство с владениями монголов — соответствовали тому, как Катай-Китай изображался на географических картах. После этого Каселла и Кабрал предприняли путешествие в Ксембалу, и добрались до города Шигадзе во владениях Панчен-ламы в Тибете. Путешественники, однако, довольно быстро сообразили, что попали не в Катай, а в страну, которая на европейских картах того времени именовалась Большой Татарией.